# Wolica (województwo kujawsko-pomorskie)
Wolica – wieś w Polsce położona w województwie kujawsko-pomorskim, w powiecie włocławskim, w gminie Brześć Kujawski.
W latach 1975–1998 miejscowość należała administracyjnie do województwa włocławskiego.